# Groupe Archimède
Pour les articles homonymes, voir Archimède (homonymie).
Le groupe Archimède regroupe 34 écoles françaises d'ingénieurs internes à des universités, dont les 15 du réseau Polytech. Ces écoles se situent dans toute la France et couvrent tous les domaines des études d'ingénieurs.

## Écoles du groupe
- École d'ingénieurs de Cherbourg
- École supérieure d'ingénieurs Réunion Océan Indien
- École supérieure d'ingénieurs en agroalimentaire de Bretagne atlantique
- École nationale supérieure d'ingénieurs de Bretagne Sud
- École nationale supérieure d'ingénieurs du Mans
- École supérieure de biotechnologie Strasbourg
- École supérieure d'ingénieurs de Reims
- École supérieure d'ingénieurs de recherche en matériaux
- École supérieure d'ingénieurs de Rennes
- École supérieure des sciences et technologies de l'ingénieur de Nancy
- École Supérieure de Technologie des Biomolécules de Bordeaux
- Institut de cognitique
- Institut Supérieur de l'Automobile et des Transports
- Institut supérieur des bio-sciences de Paris
- Institut supérieur d'études logistiques
- Institut supérieur d'ingénieurs de Franche-Comté
- Institut des sciences et techniques de l'ingénieur d'Angers
- École d'ingénieurs ISIS
- Institut Galilée
- Institut des sciences et techniques de l'ingénieur de Lyon
- Institut des sciences et techniques des Yvelines
- École polytechnique de l'université Paris-XI
- École polytechnique de l'université Grenoble-Alpes
- École polytechnique universitaire de Lille
- École polytechnique universitaire de Marseille
- École polytechnique universitaire de Montpellier
- École polytechnique de l'université de Nantes
- Polytech'Nice-Sophia
- École polytechnique de l'université d'Orléans
- École polytechnique universitaire Pierre et Marie Curie de l'université Paris VI
- Polytech'Savoie
- Polytech'Clermont-Ferrand
- Polytech'Tours

## Recrutement
Les élèves des écoles du groupe proviennent de différentes origines :
- élèves de Classe préparatoire aux grandes écoles, qui passent le Concours Polytech (ex Concours Commun Archimède), qui se constitue en réalité d'épreuves en banque de notes des concours
  - Concours e3a pour les filières MP, PC et PSI,
  - Banque PT pour la filière PT,
  - Concours agronomiques et vétérinaires pour la filière BCPST Biologie,
  - Banque d'épreuves Géologie Eau et Environnement pour la filière BCPST Géologie,
- titulaires du Baccalauréat scientifique;
- étudiants de Licence;
- titulaires d'un Diplôme universitaire de technologie;
- étudiants de Master;
- titulaires d'un diplôme étranger.